# Вільна держава Конго
Вільна держава Конго (фр. État indépendant du Congo, нід. Kongo-Vrijstaat) — держава в Африці, котра існувала з 1885 до 1908 роках, та була приватною власністю короля Бельгії Леопольда II.

## Історія
До середини XIX століття Конго залишалося серцем незалежної Африки, через важкодоступність джунглів Центральної Африки, запеклий опір тубільців, малярійні болота і сонну хворобу. Відкриття лікувальних властивостей хініну дещо прочинило двері в цю загадкову для географів область «чорного континенту».
Західні держави спочатку не колонізували область через відсутність очевидних економічних вигод. Але в розпал колоніального розподілу Африки (остання чверть XIX століття) територія Конго стала об'єктом суперництва колоніальних держав. У 1876 р. бельгійський король Леопольд II організував під своїм головуванням Міжнародну асоціацію для дослідження і цивілізації Центральної Африки, яка співпрацювала з європейськими та американськими дослідниками.
Під її егідою королівські емісари (мандрівники, офіцери, місіонери) нав'язували вождям місцевих племен кабальні договори. У 1877 році Генрі Мортон Стенлі звернув увагу на регіон Конго і був направлений туди асоціацією, за рахунок Леопольда II. Використовуючи протиріччя між Великою Британією, Францією, Німеччиною та США, Леопольд II встановив контроль над величезною територією. Берлінська конференція в 1884–1885 р. визнала Леопольда II сувереном захопленої території, що отримала назву Вільна держава Конго. Підкорення місцевого населення здійснювалося протягом десяти років і супроводжувалося кривавими розправами.

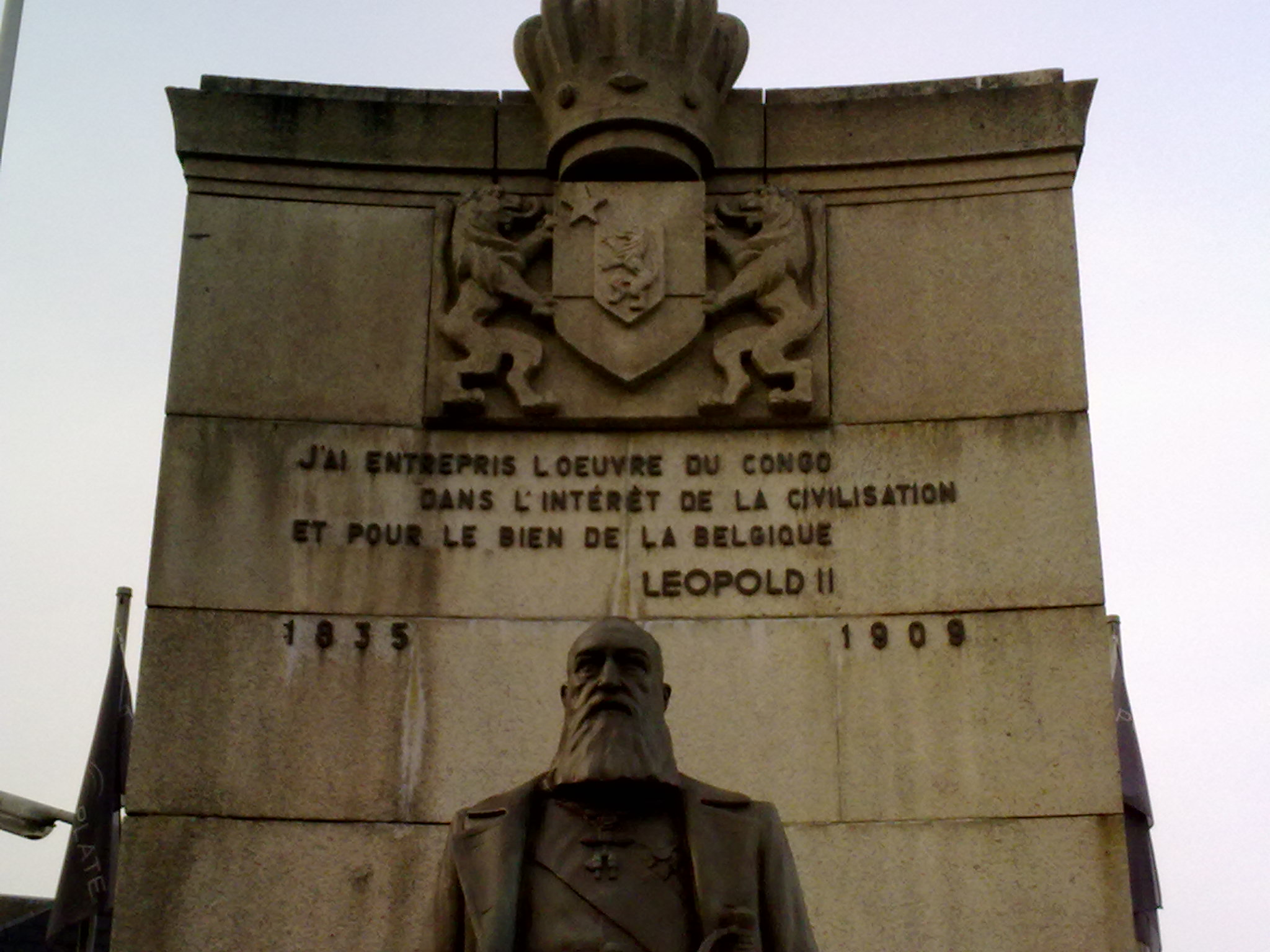
Пам'ятник Леопольду II в Арлоні «Я взяв на себе роботу по колонізації в інтересах цивілізації і на благо Бельгії»

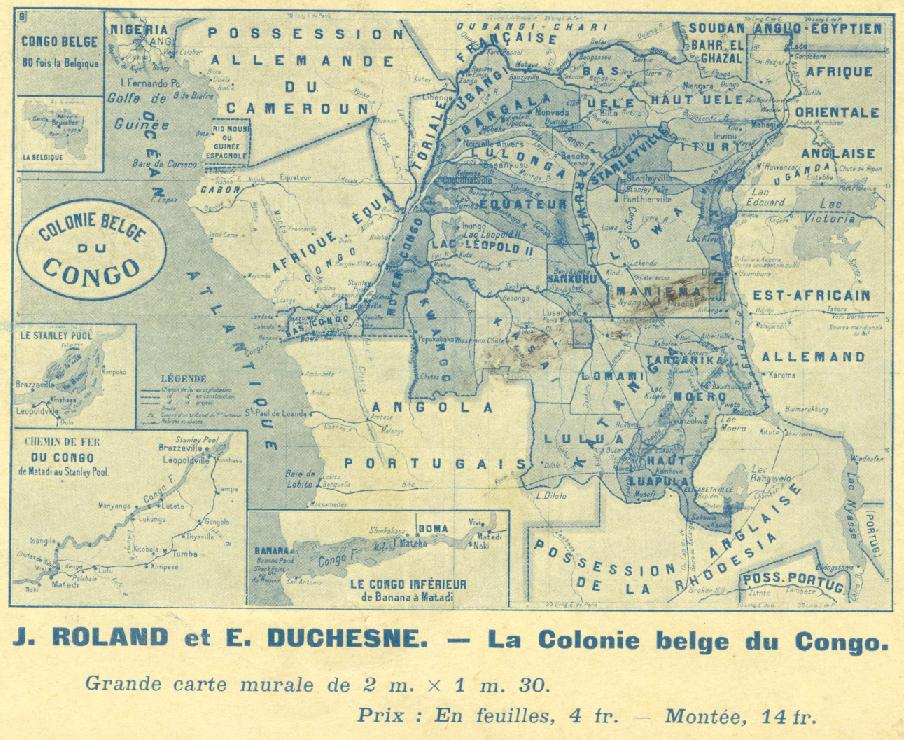
Карта 1914 року, після передачі Конго уряду Бельгії

Щоб тримати багатомільйонне населення Конго під контролем, використовувалися «Громадські сили» (Force Publique) — приватна армія, сформована з низки місцевих войовничих племен, під командуванням європейських офіцерів.
У країні панував режим збройного пограбування населення, паразитичного розкрадання найбільш доступних для експлуатації природних багатств. За невиконання поставок слонової кістки, каучуку, продовольства, за відмову виконувати трудову повинність влади винищували місцевих жителів, спалювали селища, спустошували цілі райони. Умови роботи на каучукових плантаціях були нестерпними: сотні тисяч людей гинули від голоду та епідемій. Найчастіше, щоб примусити місцевих жителів до роботи, влади колонії брали в заручники жінок, і тримали їх під арештом протягом всього сезону збору каучуку.
Деякі плантатори забороняли своїм працівникам-африканцям проявляти знаки не тільки своїх вірувань, але й християнства. Одним з перших місцевих християн, які постраждали за релігійні переконання став молодий африканець Ісидор Баканжа, зарахований Римсько-Католицькою церквою до лику блаженних.
Система найжорстокішої експлуатації призвела до скорочення чисельності населення Конго з 30 млн в 1884 році до 15 млн в 1915. За найменшу провину працівників калічили і вбивали. Від бійців «Громадських сил» як доказ «цільової» витрати патронів під час каральних операцій було потрібно пред'являти відрубані руки вбитих. Доходи від експлуатації Конго король направляв, зокрема, на утримання своєї коханки Бланш Делакруа, прозвану журналістами «королевою Конго» (la reine du Congo).
Увагу громадськості до проблеми Конго привернув спочатку Джозеф Конрад в повісті «Серце темряви» (1899), а потім доповідь дипломата Роджера Кейсмента і робота заснованого ним Товариства з проведення реформ в Конго.
Незадовго до смерті в 1908 році бельгійський король продав свої африканські володіння бельгійській державі, що призвело до виникнення колонії Бельгійське Конго.